# 論峴駅
論峴駅（ノンヒョンえき）は、大韓民国ソウル特別市江南区論峴洞にあるソウル交通公社7号線と新ソウル鉄道新盆唐線の駅。7号線の駅番号は732、新盆唐線の駅番号はD05。

## 利用可能な鉄道路線
ソウル交通公社
 7号線 - 駅番号は732
新盆唐線(株)
 新盆唐線 - 駅番号はD05

## 歴史
- 2000年8月1日 - ソウル特別市都市鉄道公社（当時）7号線の駅として開業。
- 2017年5月31日 - ソウル特別市都市鉄道公社とソウルメトロが統合され、ソウル交通公社の駅となる。
- 2022年5月28日 - 新盆唐線の駅が開業。

## 駅構造

### ソウル交通公社
ホーム階は地下3階である。相対式ホーム2面2線を有する地下駅で、フルスクリーンタイプのホームドアが設置されている。
改札階は地下2階で、改札口は東側（鶴洞寄り）と西側（盤浦寄り）の2ヶ所ある。化粧室は改札外（地下1階）にある。
出入口は1番から8番までの合計8ヶ所ある。

#### のりば
- 案内上ののりば番号は設定されていない。

| 上り | 7号線 | 建大入口・蘆原・道峰山・長岩方面     |
| 下り | 7号線 | 高速ターミナル・梨水・大林・温水方面 |

### 新盆唐線
ホーム階は地下4階にあり、相対式ホーム1面2線を有している。保安用にホームドアシステム（フルスクリーンタイプ）を装備する。
当ホームは、元々ソウル地下鉄3期路線として計画されていた11号線用としてあらかじめ建設されていたが、3期地下鉄計画が全て中止され長らく使われずに放置されていた。その後、新盆唐線の開業に伴い施設は転用された。

#### のりば
- 案内上ののりば番号は設定されていない。

| 上り | 新盆唐線 | 新沙方面                   |
| 下り | 新盆唐線 | 江南・板橋・亭子・光教方面 |

## 利用状況
近年の一日平均利用人員推移は下記のとおり。なお、2000年は開業日の8月1日から12月31日までの153日間の平均である。
| 路線  | 路線     | 2000年 | 2001年 | 2002年 | 2003年 | 2004年 | 2005年 | 2006年 | 2007年 | 2008年 | 2009年 | 出典  |
| ----- | -------- | ------ | ------ | ------ | ------ | ------ | ------ | ------ | ------ | ------ | ------ | ----- |
| 7号線 | 乗車人員 | 12,141 | 16,723 | 18,648 | 19,704 | 20,809 | 21,684 | 22,120 | 21,890 | 21,965 | 20,962 | [ 1 ] |
| 7号線 | 降車人員 | 13,529 | 19,342 | 21,829 | 23,146 | 23,883 | 24,885 | 25,195 | 24,912 | 24,691 | 23,520 | [ 1 ] |
| 7号線 | 乗降人員 | 25,671 | 36,064 | 40,476 | 42,849 | 44,692 | 46,569 | 47,316 | 46,803 | 46,656 | 44,483 | [ 1 ] |
| 路線  | 路線     | 2010年 | 2011年 | 2012年 | 2013年 | 2014年 | 2015年 |        |        |        |        | [ 1 ] |
| 7号線 | 乗車人員 | 20,544 | 21,045 | 20,698 | 20,691 | 20,601 | 19,980 |        |        |        |        | [ 1 ] |
| 7号線 | 降車人員 | 22,940 | 23,420 | 23,045 | 22,884 | 22,590 | 21,956 |        |        |        |        | [ 1 ] |
| 7号線 | 乗降人員 | 43,484 | 44,465 | 43,742 | 43,574 | 43,191 | 41,936 |        |        |        |        | [ 1 ] |

## 駅周辺
- 論峴洞家具街
- ソウル論峴初等学校（朝鮮語版）
- リュミエール劇場
- 永東市場
- 韓国報勲福祉医療公団
- 盤浦派出所
- 電気工事共済組合（朝鮮語版）
- 鶴洞公園
- 麒麟医院
- 延世SK病院
- 韓国投資証券

## 隣の駅
ソウル交通公社
 7号線
鶴洞駅 (731) - 論峴駅 (732) - 盤浦駅 (733)
新盆唐線
 新盆唐線
新沙駅 (D4) - 論峴駅 (D5) - 新論峴駅 (D6)